# نومیر ۹۳۵۱
سیارک ۹۳۵۱ (به انگلیسی: 9351 Neumayer، نامگذاری:1991TH6) نه هزار و سیصد و پنجاه و یکمین سیارک کشف شده‌است که در ۲ اکتبر ۱۹۹۱ کشف شد.
قدر مطلق سیارک برابر ۱۰.۲ است.